# Stieberg (Reisbach, Niederreisbach)
Stieberg ist ein Ortsteil des Marktes Reisbach im niederbayerischen Landkreis Dingolfing-Landau (Bayern).

## Geographische Lage
Das Dorf Stieberg befindet sich rund zwei Kilometer südöstlich des Ortskerns von Reisbach in der Gemarkung Niederreisbach

## Geschichte
Zum Stichtag 23. März 1913 (Osterfest) wurde Stieberg (unter dem Namen Stinberg) als Teil der Pfarrei Reisbach mit drei Häusern und 22 Einwohnern aufgeführt.
Am 31. Dezember 1990 hatte Stieberg 23 Einwohner und gehörte zur Pfarrei Reisbach.
Bis zu deren Eingemeindung nach Reisbach am 1. April 1971 war Stieberg ein Gemeindeteil der Gemeinde Niederreisbach.